# إدي فاسكيز
إدي فاسكيز (بالإسبانية: Edy Vásquez)‏ هو مدرب كرة قدم ولاعب كرة قدم هندوراسي في مركز الوسط، ولد في 31 أكتوبر 1983 في تيغوسيغالبا في هندوراس، وتوفي بنفس المكان في 12 مايو 2007 بسبب حادث مرور. شارك مع منتخب هندوراس لكرة القدم. أما مع النوادي، فقد لعب مع نادي كرة القدم موتاجوا ‏.

## وصلات خارجية
- إدي فاسكيز على موقع الاتحاد الدولي (مؤرشف)  (الإنجليزية)
- إدي فاسكيز على موقع قاعدة بيانات كرة القدم.إي يو (الإنجليزية)
- إدي فاسكيز على موقع ناشيونال فوتبول تيمز (الإنجليزية)